# Annodex
Annodex는 CSIRO가 오디오와 비디오와 같은 연속 미디어의 주석과 인덱싱을 위해 개발한  디지털 미디어 포맷이다. Ogg 컨테이너 포맷에 기초하고 있으며 CMML(Continuous Media Markup Language)이라 불리는 XML언어로 부가적인 메타데이터를 기술한다.